# Foley Square
Foley Square é um cruzamento de ruas e espaços verdes no Civic Center, em Lower Manhattan, Nova York e, por extensão, a área circundante, que é dominada por edifícios cívicos. O espaço é limitado pela Worth Street, Centre Street e Lafayette Street e fica entre a Prefeitura e a Canal Street, perto da Chinatown e a leste de TriBeCa. Foi batizado em homenagem a um proeminente líder distrital do Tammany Hall, Thomas F. "Big Tom" Foley.

## História e descrição
Foley Square fica em parte de um antigo loal chamado Collect Pond, especificamente a menor porção conhecida como Little Collect Pond, que costumava ficar ao sul da Collect Pond propriamente dita. Esta foi uma das fontes originais de água doce para a cidade, mas em 1811 foi drenada e preenchida porque se tornou severamente poluída e implicada em surtos de tifo e cólera. O bairro ao redor da lagoa era o notório bairro Five Points, lar de muitas gangues.

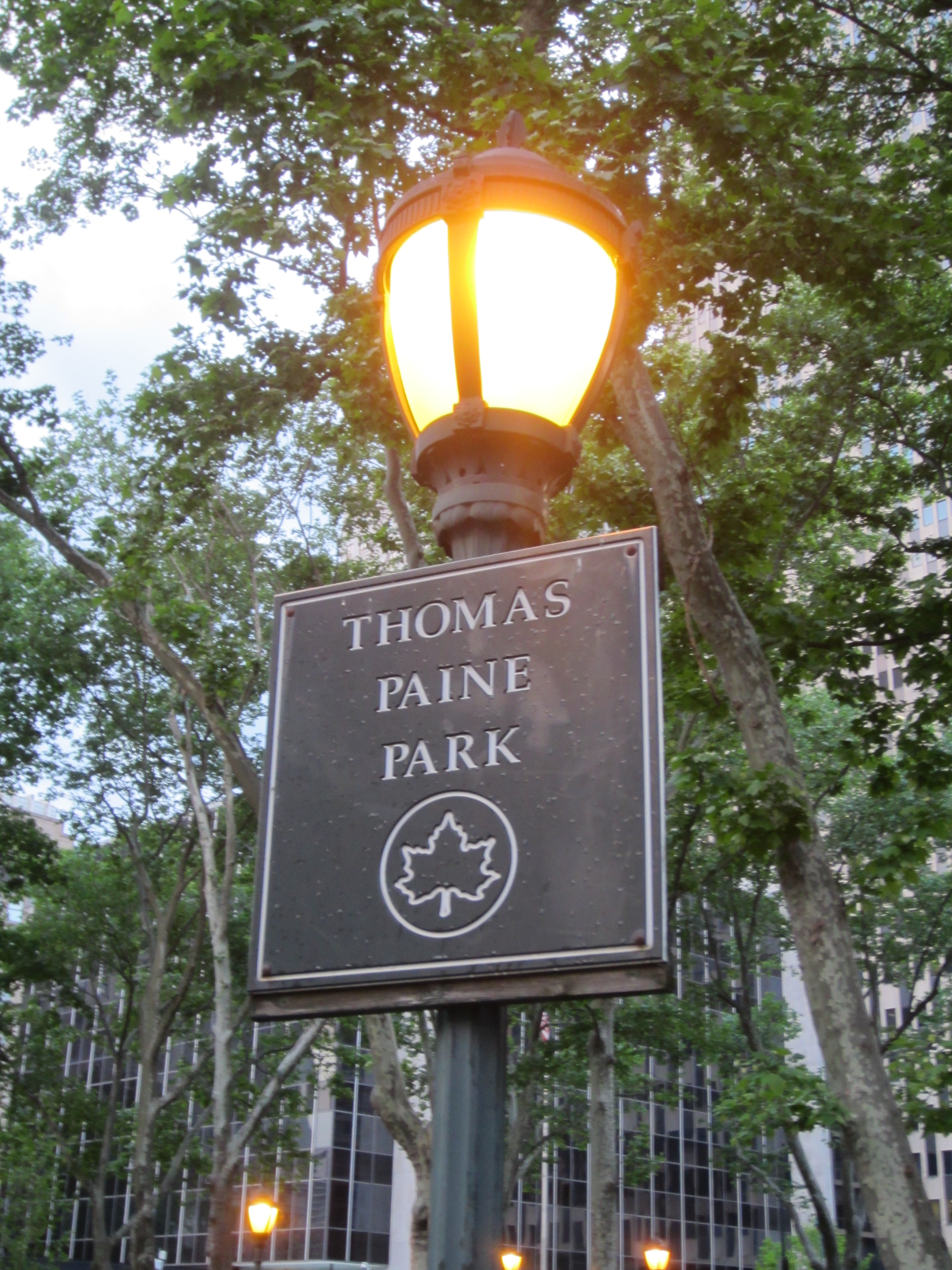
Iluminação no Thomas Pine Park.

A praça é o local de uma série de edifícios cívicos, incluindo as fachadas clássicas e entradas com colunas do Tribunal dos Estados Unidos, construído em 1933 , liderado pela escultura Triumph of the Human Spirit do notável artista Lorenzo Pace; o tribunal do condado de Nova York; a Igreja de Santo André; o Tribunal americano Thurgood Marshall - conhecido antes de 2003 como o Foley Square Courthouse - onde está a sede do Segundo Circuito de Cortes de Apelação dos Estados Unidos; além do edifício municipal do condado de Nova York; o Edifício Federal Ted Weiss e o Edifício Federal e Tribunal de Comércio Internacional Jacob K. Javits.
Também estão presentes na praça cinco medalhões históricos de bronze, colocados nas áreas das calçadas circundantes, contando a história do parque e seus arredores, incluindo um para o "Burial Negro", um cemitério afro-americano do século XVIII desenterrado durante a construção da praça. Este cemitério foi preservado como Monumento Nacional do Enterro Africano. Em 2005, o Tom Paine Park foi estabelecido como parte da praça.
Foley Square foi usado várias vezes para fins especiais. Foi usado como um centro de triagem em 11 de setembro de 2001. O Foley Square Greenmarket opera o ano todo na esquina da Center Street, entre as ruas Worth e Pearl, e oferece produtos de panificação, bem como frutas e hortaliças locais colhidas em fazendas. Devido à sua proximidade a Chinatown, Foley Square é frequentemente anfitrião de um grande grupo de pessoas que praticam Tai chi chuan pela manhã.

### Local de protestos
Em 17 de novembro de 2011, Foley Square foi o local de um protesto que fazia parte do movimento Occupy Wall Street, que ocorreu após os manifestantes terem sido removidos do Zuccotti Park. Milhares de pessoas compareceram ao comício, incluindo membros de uma dúzia de sindicatos diferentes.
Foley Square tem sido palco de muitos outros protestos e comícios. Em dezembro de 2014, milhares de pessoas se reuniram para protestar contra a decisão da morte de Eric Garner. Em novembro de 2016, em protesto ao oleoduto Dakota Access e em solidariedade aos protetores de água da reserva indígena de Standing Rock, dezenas de milhares de manifestantes foram presos. Em janeiro de 2017, para protestar contra a posse de Donald Trump, vários grupos ativistas organizaram uma manifestação intitulada "NYC Stand Against Trump", realizada na Foley Square.

## Na cultura popular

### Cinema
- No filme O Poderoso Chefão (1972), o agente da Família Corleone , Al Neri , assassina Don Emilio Barzini nos degraus de um edifício em Foley Square.
- Uma cena do filme Homem-Aranha 3 (2007) foi filmada em Foley Square.

### Televisão
- Foley Square foi o nome de uma série de televisão estrelada por Margaret Colin, que foi ao ar na rede de televisão americana CBS de dezembro de 1985 a abril de 1986.
- Foley Square é frequentemente visto na série de televisão Law & Order e seus spinoffs.

## Galeria de imagens

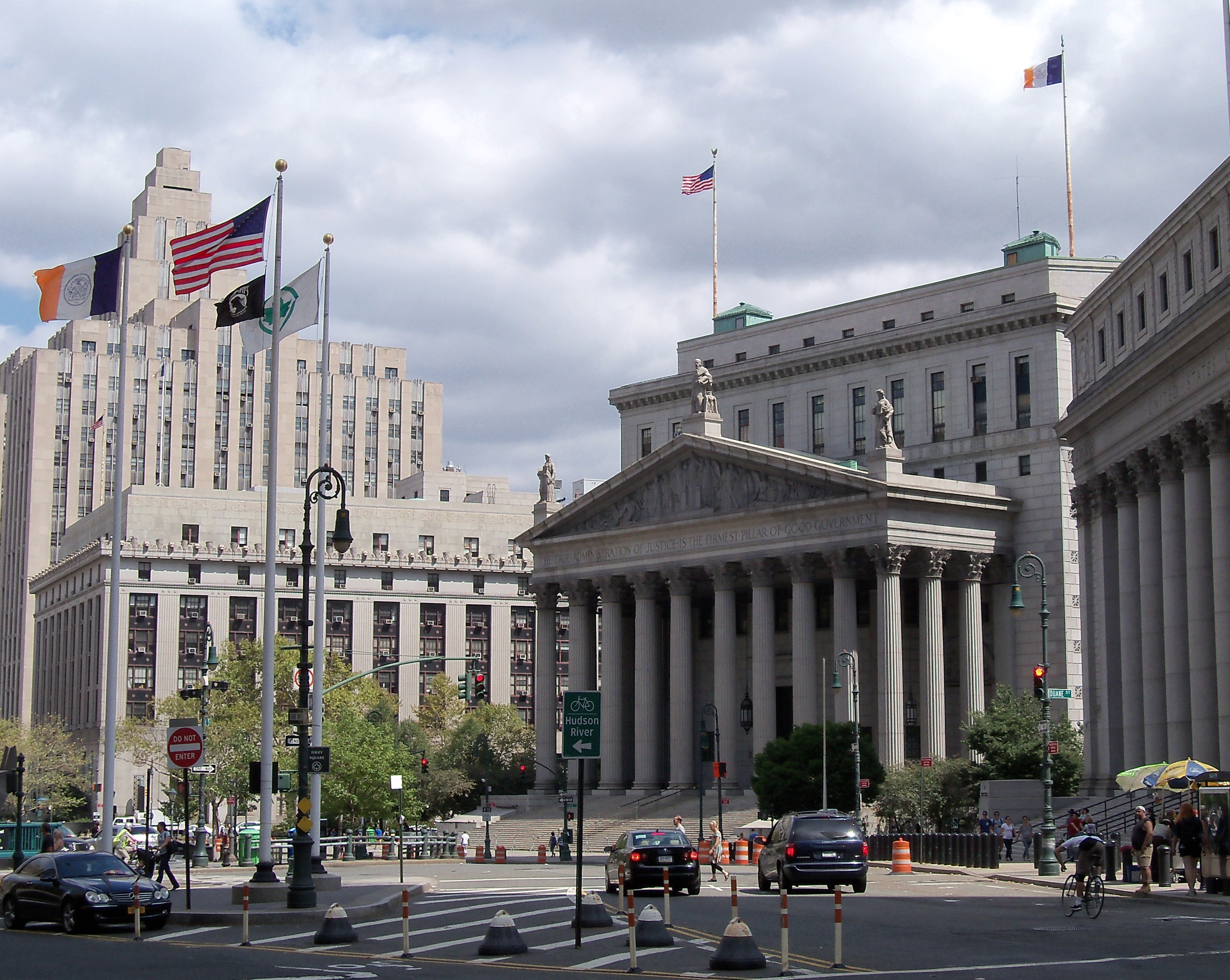
Vista de edifícios em Foley Square
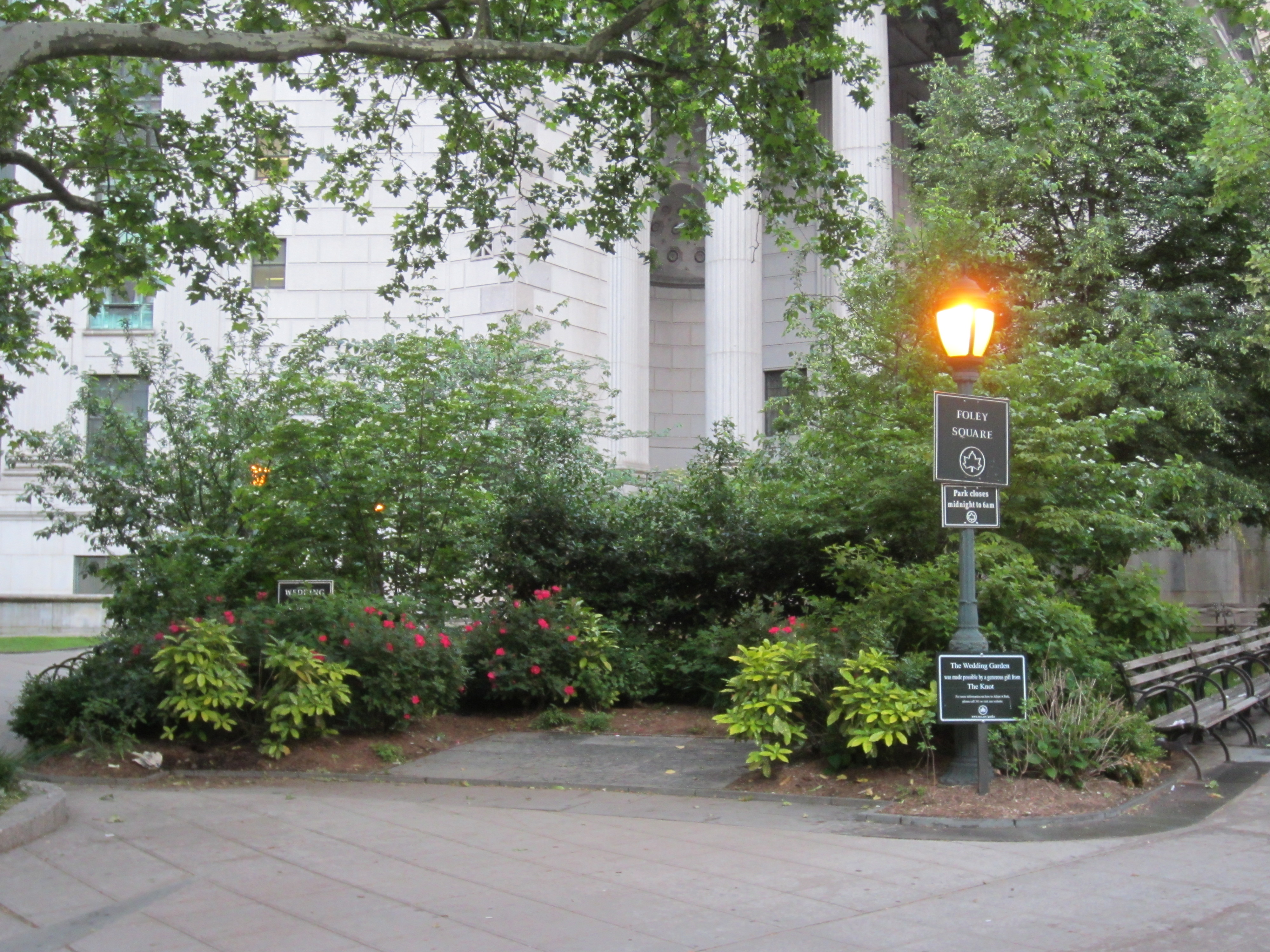
Área verde em Foley Square
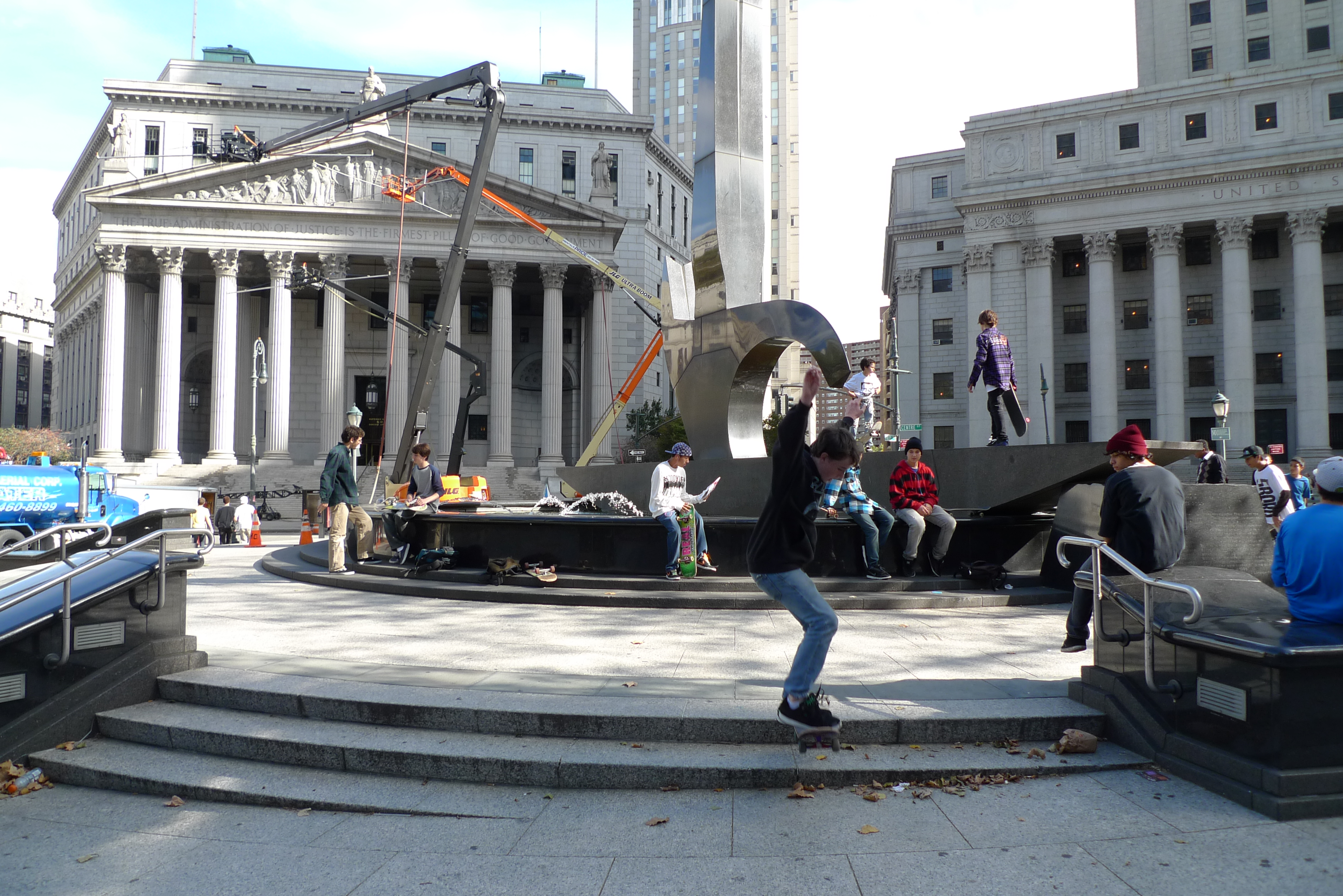
Participantes de um evento
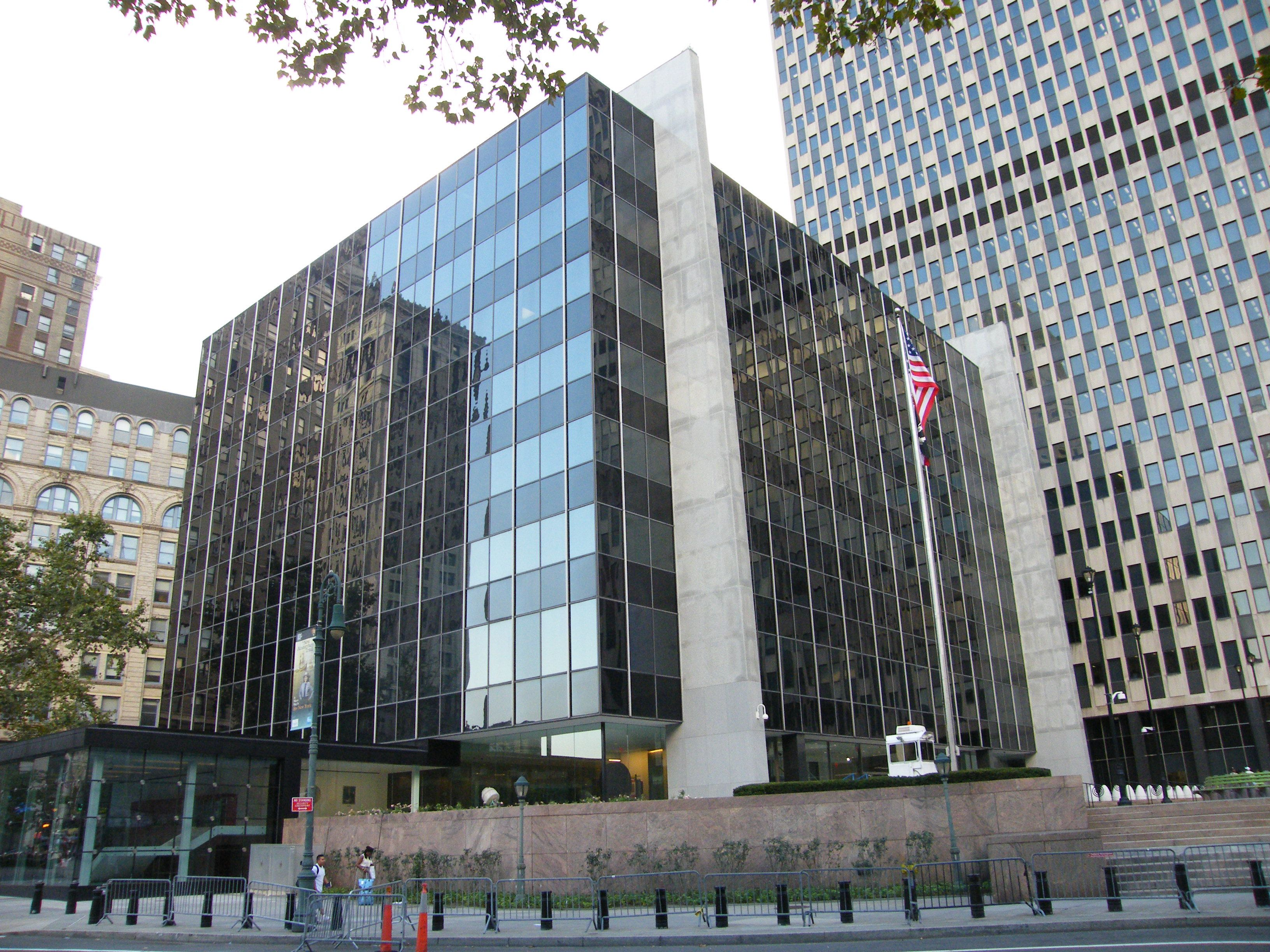
Prédio localizado em Foley Square